# Tour de Belgique
Ne doit pas être confondu avec Tour de Belgique automobile, Tour de Belgique amateurs ou Tour de Belgique indépendants.
Le Tour de Belgique, officiellement Baloise Belgium Tour, est une course par étapes créée en 1908. Après une interruption entre 1991 et 2001, il est à nouveau organisé à partir de 2002. Il est classé en catégorie 2.HC dans l'UCI Europe Tour.
L'édition 2020, initialement prévue du 10 au 14 juin, est annulée le 17 avril, par les organisateurs, en raison de la pandémie de maladie à coronavirus,.

## Histoire
Le Tour de Belgique est créé en 1908 par le journal La Dernière heure. C'est à l'époque l'événement sportif le plus important et le plus populaire du pays.
De 1988 à 1990, le Tour de Belgique est organisé par le quotidien Het Nieuwsblad et Herman Schueremans, organisateur des festivals de rock de Torhout-Werchter. Le Tour de Belgique est ainsi également nommé Torhout Werchter Classic durant cette période,,. En 1991, la course est annulée, à la suite d'une « modification des objectifs promotionnels » de la Vlaamse Uitgeversmaatschappij, éditeur de Het Nieuwsblad.
Après douze années d'absence, le Tour de Belgique réapparaît en 2002. Il a lieu en mai, en même temps que le Tour d'Italie, le Grand Prix du Midi libre et le Tour de Bavière. Andreï Tchmil met fin à sa carrière à l'occasion de cette course, en remportant la dernière étape.
Ce nouveau Tour de Belgique est organisé par la société Octagon CIS, créée par l'ancien athlète Bob Verbeeck et appartenant à l'entreprise américaine Interpublic Group (IPG). En 2007, Verbeeck rachète Octagon CIS à IPG, et la renomme Golazo en 2008. Outre le Tour de Belgique, Golazo sports organise notamment le Mémorial Van Damme, le tournoi de tennis d'Anvers,.
En 2005, à la création des circuits continentaux de cyclisme, le Tour de Belgique intègre l'UCI Europe Tour en catégorie 2.1. À partir de 2009, il est classé 2.HC.
En 2013, le Tour de Belgique prend le nom de Baloise Belgium Tour, avec l'arrivée en tant que sponsor de l'assureur Bâloise Assurances. En 2020, il intègre l'UCI ProSeries, le deuxième niveau du cyclisme international.

## Palmarès

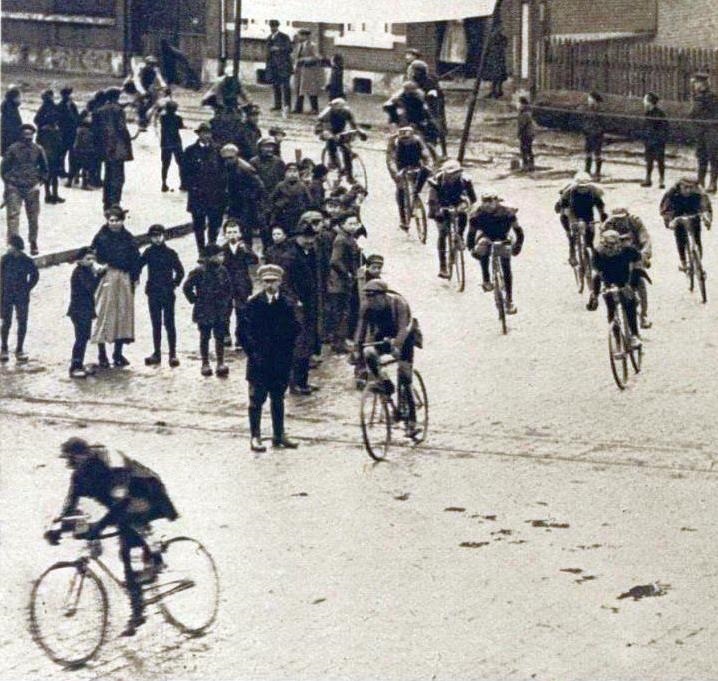
Tour de Belgique 1922, le peloton vire au contrôle de Maeseck.

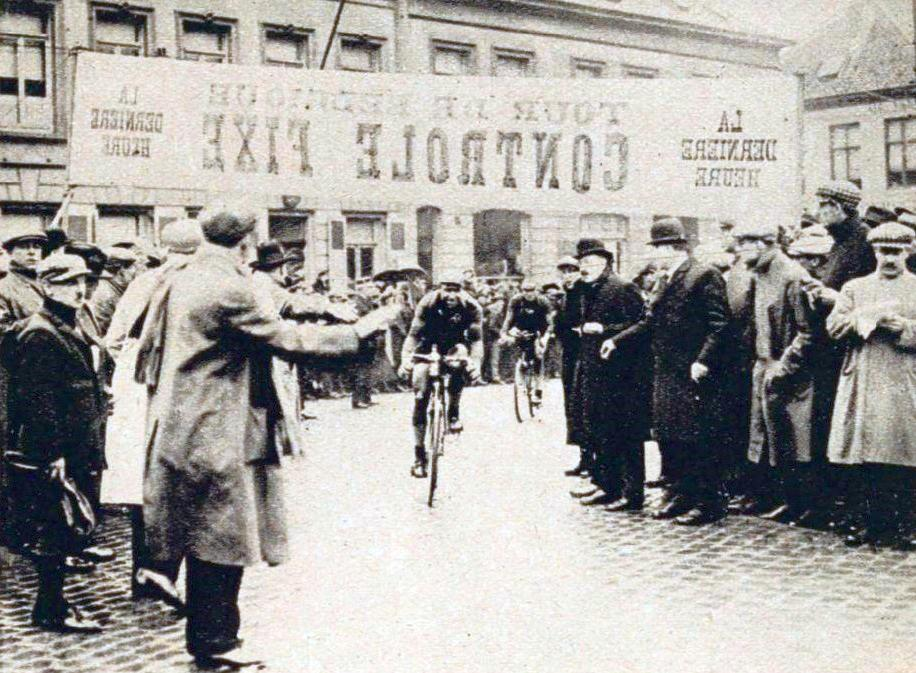
Tour de Belgique 1923, la traversée d'Ostende.

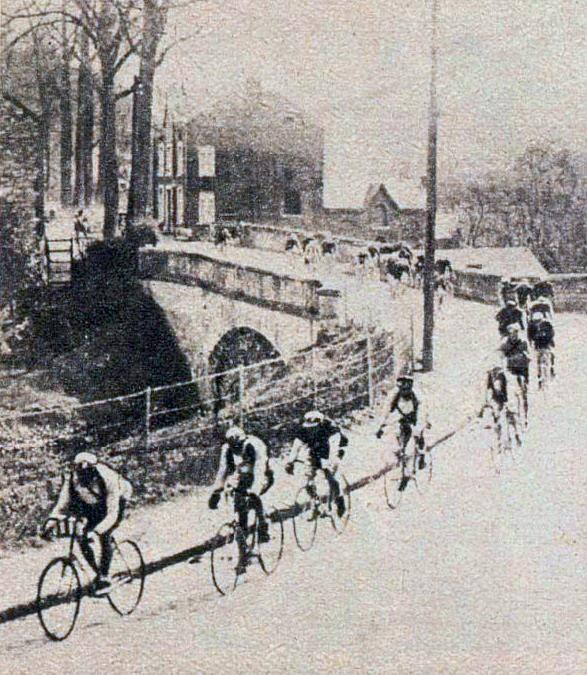
Tour de Belgique 1924, le peloton passe à Mariembourg.

| Année     | Vainqueur                                              | Deuxième                                               | Troisième                                              |
| --------- | ------------------------------------------------------ | ------------------------------------------------------ | ------------------------------------------------------ |
| 1908      | Lucien Petit-Breton                                    | Gustave Garrigou                                       | Eugène Platteau                                        |
| 1909      | Paul Duboc                                             | Jean Alavoine                                          | Cyrille Van Hauwaert                                   |
| 1910      | Jules Masselis                                         | Henri Devroye                                          | Nestor Rosart                                          |
| 1911      | René Vandenberghe                                      | Eugène Christophe                                      | Maurice Leturgie                                       |
| 1912      | Odile Defraye                                          | Henri Pélissier                                        | André Blaise                                           |
| 1913      | Dieudonné Gauthy                                       | Émile Masson                                           | Marcel Buysse                                          |
| 1914      | Louis Mottiat                                          | Jean Rossius                                           | Paul Deman                                             |
| 1915-18   | Non-disputé à cause de la Première Guerre mondiale     | Non-disputé à cause de la Première Guerre mondiale     | Non-disputé à cause de la Première Guerre mondiale     |
| 1919      | Émile Masson                                           | Hector Heusghem                                        | Jules Van Hevel                                        |
| 1920      | Louis Mottiat                                          | Albert Dejonghe                                        | Léon Despontin                                         |
| 1921      | René Vermandel                                         | Émile Masson                                           | Jules Van Hevel                                        |
| 1922      | René Vermandel                                         | Émile Masson                                           | Theophile Beeckman                                     |
| 1923      | Émile Masson                                           | Félix Sellier                                          | Nicolas Frantz                                         |
| 1924      | Félix Sellier                                          | Nicolas Frantz                                         | Adelin Benoît                                          |
| 1925      | Denis Verschueren                                      | Maurice De Waele                                       | Auguste Verdijck                                       |
| 1926      | Jean Debusschere                                       | Félix Sellier                                          | Maurice Depauw                                         |
| 1927      | Paul Matton                                            | Rémy Van Impe                                          | Joseph Dervaes                                         |
| 1928      | Jules Van Hevel                                        | Julien Delbecque                                       | René Vermandel                                         |
| 1929      | Armand Van Bruaene                                     | Maurice De Waele                                       | Raymond Decorte                                        |
| 1930      | Émile Joly                                             | Émile Decroix                                          | Hector Van Rossem                                      |
| 1931      | Maurice De Waele                                       | Camille De Graeve                                      | Jean Wauters                                           |
| 1932      | Léon Louyet                                            | Jozef Horemans                                         | Eugène Gijbels                                         |
| 1933      | Jean Aerts                                             | Alfons Deloor                                          | Georges Ronsse                                         |
| 1934      | François Gardier                                       | Antoine Dignef                                         | Alfons Deloor                                          |
| 1935      | Joseph Moerenhout                                      | Henri Garnier                                          | Jean Wauters                                           |
| 1936      | Émile Decroix                                          | Robert Wierinckx                                       | Frans Bonduel                                          |
| 1937      | Adolf Braeckeveldt                                     | René Walschot                                          | Georges Christiaens                                    |
| 1938      | François Neuville                                      | Albert Ritserveldt                                     | Frans Demondt                                          |
| 1939      | Joseph Somers                                          | Antoine Dignef                                         | Maurice Clautier                                       |
| 1940-44   | Non-disputé à cause de la Seconde Guerre mondiale      | Non-disputé à cause de la Seconde Guerre mondiale      | Non-disputé à cause de la Seconde Guerre mondiale      |
| 1945      | Norbert Callens                                        | Sylvain Grysolle                                       | Désiré Keteleer                                        |
| 1946      | Albert Ramon                                           | Jan Engels                                             | Julien Hamelryckx                                      |
| 1947      | Maurice Van Herzele (ca)                               | Albert Ramon                                           | Émile Rogiers                                          |
| 1948      | Stan Ockers                                            | Lucien Matthijs                                        | André Declerck                                         |
| 1949      | Ernest Sterckx                                         | Raymond Impanis                                        | Roger Gyselinck                                        |
| 1950      | Albert Dubuisson                                       | René Oreel                                             | Roger Gyselinck                                        |
| 1951      | Lucien Matthijs                                        | Marcel De Mulder                                       | Omer Braeckeveldt                                      |
| 1952      | Henri Van Kerckhove                                    | Marcel De Mulder                                       | Georges Vermeersch                                     |
| 1953      | Florent Rondelé                                        | Albéric Schotte                                        | Pino Cerami                                            |
| 1954      | Henri Van Kerckhove                                    | Rik Van Looy                                           | Marcel Hendrickx                                       |
| 1955      | Alex Close                                             | Marcel Ernzer                                          | Richard Van Genechten                                  |
| 1956      | André Vlaeyen                                          | Joseph Planckaert                                      | Jean Brankart                                          |
| 1957      | Pino Cerami                                            | Jean Vliegen                                           | Firmin Bral                                            |
| 1958      | Noël Foré                                              | Armand Desmet                                          | Jan Zagers                                             |
| 1959      | Armand Desmet                                          | Peter Van Der Plaetsen                                 | Kamiel Buysse                                          |
| 1960      | Alfons Sweeck                                          | André Messelis                                         | Willy Truye                                            |
| 1961      | Rik Van Looy                                           | Armand Desmet                                          | Willy Schroeders                                       |
| 1962      | Noël Foré                                              | Peter Post                                             | Guillaume Van Tongerloo                                |
| 1963      | Peter Post                                             | Huub Zilverberg                                        | Frans De Mulder                                        |
| 1964      | Benoni Beheyt                                          | Peter Post                                             | Gilbert Desmet                                         |
| 1965      | Jean Stablinski                                        | Gilbert Desmet                                         | Roger de Breuker                                       |
| 1966      | Vittorio Adorni                                        | Rolf Wolfshohl                                         | Joseph Huysmans                                        |
| 1967      | Carmine Preziosi                                       | Herman Van Springel                                    | Jan Janssen                                            |
| 1968      | Wilfried David                                         | Marinus Wagtmans                                       | Herman Van Springel                                    |
| 1969      | Eric De Vlaeminck                                      | Wim Schepers                                           | Herman Van Springel                                    |
| 1970      | Eddy Merckx                                            | Walter Godefroot                                       | Eric De Vlaeminck                                      |
| 1971      | Eddy Merckx                                            | Herman Van Springel                                    | Ferdinand Bracke                                       |
| 1972      | Roger Swerts                                           | Willy De Geest                                         | Joop Zoetemelk                                         |
| 1973      | Leif Mortensen                                         | Herman Van Springel                                    | René Pijnen                                            |
| 1974      | Roger Swerts                                           | Ronald De Witte                                        | Ferdinand Bracke                                       |
| 1975      | Freddy Maertens                                        | Michel Pollentier                                      | Frans Verbeeck                                         |
| 1976      | Michel Pollentier                                      | Wilfried David                                         | Freddy Maertens                                        |
| 1977      | Walter Planckaert                                      | Guido Van Sweevelt                                     | Cees Priem                                             |
| 1978      | André Dierickx                                         | Freddy Maertens                                        | Dietrich Thurau                                        |
| 1979      | Daniel Willems                                         | Herman Van Springel                                    | Fons De Wolf                                           |
| 1980      | Gerrie Knetemann                                       | Daniel Willems                                         | Francesco Moser                                        |
| 1981      | Ad Wijnands                                            | Ronny Claes                                            | Gery Verlinden                                         |
| 1982-83   | Pas de course                                          | Pas de course                                          | Pas de course                                          |
| 1984      | Eddy Planckaert                                        | Marc Sergeant                                          | Ronny Van Holen                                        |
| 1985      | Ludo Peeters                                           | Phil Anderson                                          | Rudy Matthijs                                          |
| 1986      | Nico Emonds                                            | Marc Sergeant                                          | Nico Verhoeven                                         |
| 1987      | Pas de course                                          | Pas de course                                          | Pas de course                                          |
| 1988      | Frans Maassen                                          | Eric Van Lancker                                       | Allan Peiper                                           |
| 1989      | Sean Yates                                             | Frans Maassen                                          | Johan Museeuw                                          |
| 1990      | Frans Maassen                                          | Vladimir Poulnikov                                     | Adriano Baffi                                          |
| 1991-2001 | Pas de course                                          | Pas de course                                          | Pas de course                                          |
| 2002      | Bart Voskamp                                           | Ludo Dierckxsens                                       | Sylvain Chavanel                                       |
| 2003      | Michael Rogers                                         | Bart Voskamp                                           | Robert Bartko                                          |
| 2004      | Sylvain Chavanel                                       | Bart Voskamp                                           | Max van Heeswijk                                       |
| 2005      | Tom Boonen                                             | Bert Roesems                                           | Linas Balčiūnas                                        |
| 2006      | Maarten Tjallingii                                     | Sébastien Rosseler                                     | Max van Heeswijk                                       |
| 2007      | Vladimir Gusev                                         | Maarten Tjallingii                                     | Leif Hoste                                             |
| 2008      | Stijn Devolder                                         | Greg Van Avermaet                                      | Sergueï Ivanov                                         |
| 2009      | Lars Boom                                              | Koos Moerenhout                                        | Dominique Cornu                                        |
| 2010      | Stijn Devolder                                         | Dominique Cornu                                        | Bram Tankink                                           |
| 2011      | Philippe Gilbert                                       | Greg Van Avermaet                                      | Björn Leukemans                                        |
| 2012      | Tony Martin                                            | Lieuwe Westra                                          | Carlos Barredo                                         |
| 2013      | Tony Martin                                            | Luis León Sánchez                                      | Philippe Gilbert                                       |
| 2014      | Tony Martin                                            | Tom Dumoulin                                           | Sylvain Chavanel                                       |
| 2015      | Greg Van Avermaet                                      | Tiesj Benoot                                           | Gaëtan Bille                                           |
| 2016      | Dries Devenyns                                         | Reto Hollenstein                                       | Stijn Vandenbergh                                      |
| 2017      | Jens Keukeleire                                        | Rémi Cavagna                                           | Tony Martin                                            |
| 2018      | Jens Keukeleire                                        | Jelle Vanendert                                        | Dion Smith                                             |
| 2019      | Remco Evenepoel                                        | Victor Campenaerts                                     | Tim Wellens                                            |
| 2020      | Course annulée en raison de la pandémie de coronavirus | Course annulée en raison de la pandémie de coronavirus | Course annulée en raison de la pandémie de coronavirus |
| 2021      | Remco Evenepoel                                        | Yves Lampaert                                          | Gianni Marchand                                        |
| 2022      | Mauro Schmid                                           | Tim Wellens                                            | Quinten Hermans                                        |
| 2023      | Mathieu van der Poel                                   | Søren Wærenskjold                                      | Casper Pedersen                                        |
| 2024      | Søren Wærenskjold                                      | Mathias Vacek                                          | Alex Aranburu                                          |
| 2025      | Filippo Baroncini                                      | Ethan Hayter                                           | Jenno Berckmoes                                        |

## Vainqueurs multiples
| Nombre de victoires | Coureurs            | Nationalité | Années           |
| ------------------- | ------------------- | ----------- | ---------------- |
| 3                   | Tony Martin         | Allemagne   | 2012, 2013, 2014 |
| 2                   | Louis Mottiat       | Belgique    | 1914, 1920       |
| 2                   | René Vermandel      | Belgique    | 1921, 1922       |
| 2                   | Henri Van Kerckhove | Belgique    | 1952, 1954       |
| 2                   | Noël Foré           | Belgique    | 1958, 1962       |
| 2                   | Eddy Merckx         | Belgique    | 1970, 1971       |
| 2                   | Roger Swerts        | Belgique    | 1972, 1974       |
| 2                   | Frans Maassen       | Pays-Bas    | 1988, 1990       |
| 2                   | Stijn Devolder      | Belgique    | 2008, 2010       |
| 2                   | Jens Keukeleire     | Belgique    | 2017, 2018       |
| 2                   | Remco Evenepoel     | Belgique    | 2019, 2021       |